# Альфа² Козерога
Альфа² Козерога (Alpha² Capricorni, α² Cap, α² Capricorni) — хотя и является только третьей по яркости звездой в созвездии Козерога, тем не менее, носит такое название, скорее всего, из-за своего самого западного положения в созвездии.
Имя звезды — Альджеди (Альгьеди) (араб. الجدي‎, al-jady — «козлёнок») — и относится в целом к созвездию Козерога («Рыба-Коза»), которое является одним из трёх «земных» зодиакальных созвездий, два других Телец и Дева. В китайской традиции звезду называют, 牛宿 (Niú Su), что значит Вол, также это название относилось к китайскому одноимённому созвездию, состоявшему из α² Козерога, β Козерога, ξ2 Козерога, π Козерога, ο Козерога and ρ Козерога. Также, α² Козерога известна как 牛宿二 (Niú Su èr, вторая звезда созвездия Вол.).
Однако, славу звезде, видимой невооружённым глазом, приносит не её блеск, а её двойственность. Даже беглый анализ показывает, что она состоит из двух звёзд четвёртой величины; одна из них (по блеску приближающаяся к третьей величине) заметно ярче, чем вторая. Звёзды отделены друг от друга на расстояние примерно 6,6 угловых минут, 1/5 углового диаметра полной Луны. Не совсем понятно, относится ли имя ко всей паре или только к самой яркой из них.
Двойственность звёздной системы только иллюзия, так как две звезды находятся на очень разных расстояниях от земного наблюдателя, что превращает систему в оптически-двойную. Более слабая по яркости звезда, называется α¹ из-за её более западного положения, расстояние до неё от Земли составляет 690 световых лет, в то время как более яркая, α², лежит на расстоянии 109 световых лет, то есть более чем в 6 раз ближе.
Такие совпадения среди звёзд видимых невооружённым глазом являются весьма необычными. Ещё более странным является то, что сами звезды относятся к одинаковой и относительно редкой категории звёзд. Обе они умирающие жёлтые звёзды спектрального класса G, их температура поверхности — 5000 K. α² — звезда-гигант в 43 раз ярче, чем Солнце. α² имеет радиус 8 раз больше нашего Солнца (в 5 раз меньше, чем α¹). Она также менее массивна: её масса оценивается 2,5 массы Солнца, вдвое меньше, чем α¹. Обе звезды уже практически сожгли водород в своих ядрах и готовятся запустить тройную гелиевую реакцию, преобразуя гелий в углерод, если они ещё не сделали этого. Особенностью α² является дефицит металла: содержание железа где-то 50 процентов солнечной металличности, что указывает на то, что звезда родилась в молекулярном облаке бедном металлами, в то время как α¹ имеет нормальный, солнечный, химический состав. Ускорение свободного падения, выраженное величиной log g, ввиду слишком большого радиуса звезды для её массы равно log g=3,05, что соответствует величине 11,22 м/с², что довольно близко к значению ускорения свободного падения на поверхности Земли (9,8 м/с²) и в 25,5 раза меньше, чем на поверхности Солнца (274 м/с²).
Сама система α², по-видимому, кратная; Вашингтонский каталог визуально-двойных звёзд говорит о том, что у звезды могут быть три спутника, два из которых сами двойные, и даёт следующую информацию о системе, которая приведена в таблице. Однако, связаны ли они гравитационно, всё-таки точно не известно и они могут быть просто оптически двойными.
| Компонент | Год  | Число измерений | Позиционный угол | Угловое расстояние | Светимость 1-го компонента | Светимость 2-го компонента | Спектральный класс |
| A-BC      | 1846 | 17              | 144°             | 6,6                | 3,8                        | 11,2                       | G9III              |
| A-BC      | 1959 | 17              | 172°             | -                  | 3,8                        | 11,2                       | G9III              |
| AD        | 1879 | 3               | 157°             | 154,6              | 3,8                        | 9,5                        | -                  |
| AE        | 1835 | 10              | 291°             | 374,3              | 3,8                        | 4,2                        | -                  |
| AE        | 1924 | 10              | -                | 377,7              | 3,8                        | 4,2                        | -                  |
| BC        | 1877 | 14              | 240°             | 1,2                | 11,2                       | 11,5                       | -                  |
| EF        | 1830 | 4               | 221°             | 44,1               | -                          | -                          | -                  |
| EF        | 1912 | 4               | -                | 45,2               | -                          | -                          | -                  |